# Serrasalmus hollandi
Serrasalmus hollandi é uma espécie de piranha da América do Sul.